# طوفان (فیلم آمریکایی ۱۹۷۹)
طوفان (انگلیسی: Hurricane) یک فیلم سینمایی آمریکایی در ژانر درام و رمانتیک به کارگردانی یان تروئل با بازی تیماتی باتومز، میا فارو، جیسون روباردز، مکس فون سیدو، و تروور هاوارد است که در سال ۱۹۷۹ میلادی منتشر شد.